# Карлі (Махараштра)
Карлі (कार्ली) (або Карла) — містечко в штаті Махараштра, округ Пуне, за 51 км від міста Пуне. Розташоване на плато Декан.

## Історія
Біля містечка знаходяться висічені в скелях буддійські святині (Карла печери) 2-4 ст. від Р. Х.
4 січня 1779 року під час першої англо-маратхської війни біля Карлі відбувся бій між силами держави Маратхів та сипайськими гренадерами.

## Галерея

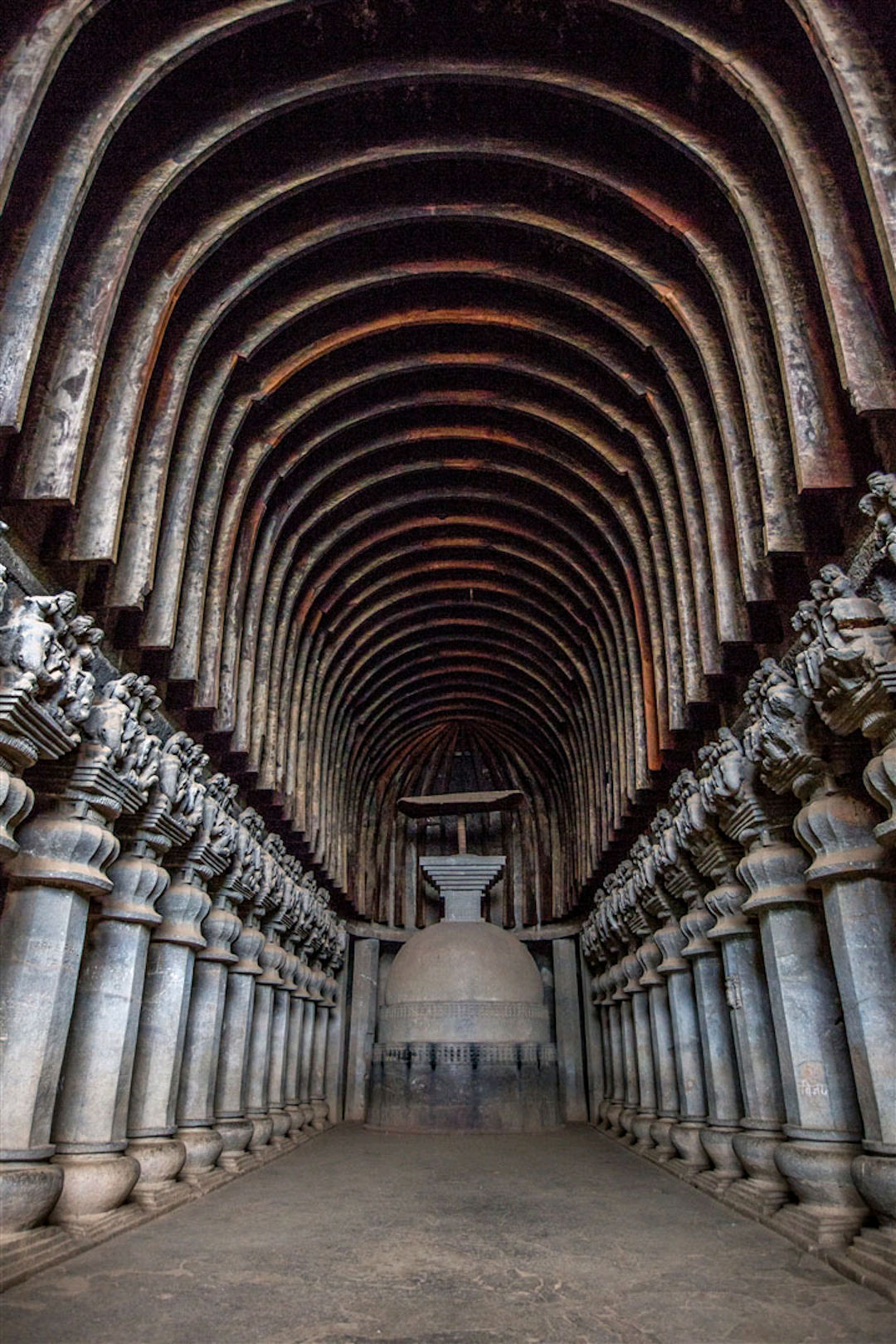
Карла печери

## Принагідно
- Karli [Архівовано 6 жовтня 2015 у Wayback Machine.]

| Індія | Це незавершена стаття з географії Індії. Ви можете допомогти проєкту, виправивши або дописавши її. |